# Петпоясен барбус
Петпоясният барбус (Puntius pentazona) е вид тропическа риба от семейство Шаранови.

## Разпространение и местообитание
Среща се в Югоизточна Азия, включително Камбоджа, Индонезия, Малайзия, Сингапур и Виетнам. Обитава спокойни тропически води с 5-6 рН, твърдост на водата 5-12 DGH и температура около 23-29 °C.

## Описание
Тези риби достигат максимална дължина от 5 cm. Имат оранжево или златисто тяло с по пет черни, вертикални ленти върху него.